# Campeonato Paranaense de Futsal de 2018
O Campeonato Paranaense de Futsal de 2018, é a 24ª edição da principal competição da modalidade no estado, sua organização é de competência da Federação Paranaense de Futsal.

## Fórmula de Disputa[1]
O Campeonato Paranaense de Futsal da Divisão Especial Série Ouro 2018, será disputado em quatro fases com o início previsto para o dia 17 de março.
Primeira Fase Classificatória
Será disputada pelas 13 (treze) equipes em Turno e Returno por pontos corridos, sendo que, ao final desta fase se classificarão as 08 (oito) equipes
melhores colocadas para a 2ª Fase - Quartas de Final;
Segunda Fase - Quartas de finais
Será disputada pelas 08 (oito) equipes classificadas da Fase anterior em sistema de play off em 02 (duas) partidas da seguinte forma: Não será considerado saldo de gols, sendo que ao final da segunda partida caso as equipes terminem empatadas em pontos, haverá disputa de, inicialmente, 05 (cinco) penalidades máximas. Em caso de permanecer empatado,se prorrogam as cobranças, de forma alternada, até que seja declarado o vencedor. O 2º jogo será realizado no ginásio da equipe que tiver a melhor classificação na somatória de pontos na 1ª Fase da competição
Terceira fase(Semi-Final)
Será disputada pelas 04 (quatro) equipes classificadas da Fase anterior em sistema de play off em duas partidas,não será considerado saldo de gols, sendo que ao final da segunda partida caso as equipes terminem empatadas em pontos, haverá disputa de, inicialmente, 05 (cinco) penalidades máximas. Em caso de permanecer empatado se prorrogam as cobranças, de forma alternada, até que seja declarado o vencedor. O 2º jogo será realizado no ginásio da equipe que tiver a melhor classificação na somatória de pontos na competição;    
Quarta Fase (Final)
As equipes vencedoras da fase anterior decidirão o título em melhor de duas partidas. Não será considerado saldo de gols, sendo que ao final da segunda partida caso as equipes terminarem empatadas em pontos, haverá disputa de, inicialmente, 05 (cinco) penalidades máximas. Em caso de permanecer empatado se prorroga as cobranças, de forma alternada, ate que seja declarado o campeão. O 2º jogo será realizado no ginásio da equipe que tiver a melhor classificação na somatória de pontos na competição;  
Rebaixamento
Haverá rebaixamento de uma equipe para a Série Prata de 2019; 

## Participantes em2018
| Clube               | Cidade                  | Em 2017          | Ginásio                 | Títulos                           |
| ------------------- | ----------------------- | ---------------- | ----------------------- | --------------------------------- |
| Aymoré Futsal       | Matelândia              | 1º (Série Prata) | Municipal de Matelândia | 0 (não possui)                    |
| Campo Mourão        | Campo Mourão            | 8º               | Valternei de Oliveira   | 0 (não possui)                    |
| Cascavel            | Cascavel                | 3º               | Neva                    | 5 (2003, 2004, 2005, 2011 e 2012) |
| Copagril            | Marechal Cândido Rondon | 4º               | Ney Braga               | 3 (2009, 2013 e 2016)             |
| Foz Cataratas       | Foz do Iguaçu           | 5º               | Costa Cavalcanti        | 0 (não possui)                    |
| Guarapuava          | Guarapuava              | 6º               | Joaquim Prestes         | 3 (2010, 2014 e 2015)             |
| Marreco             | Francisco Beltrão       | 2º               | Arrudão                 | 0 (não possui)                    |
| Palmas              | Palmas                  | 3º (Série Prata) | Monsenhor Engelberto    | 0 (não possui)                    |
| Pato Futsal         | Pato Branco             | 1º               | Dolivar Lavarda         | 2 (2006 e 2017)                   |
| São José dos Pinhas | São José dos Pinhais    | 2º (Série Prata) | Max Rosenmann           | 0 (não possui)                    |
| São Lucas           | Paranavaí               | 7º               | Lacerdinha              | 0 (não possui)                    |
| Toledo              | Toledo                  | 10º              | Alcides Pan             | 0 (não possui)                    |
| Umuarama            | Umuarama                | 9º               | Amário Vieira da Costa  | 2 (2007 e 2008)                   |

## Primeira Fase
| Pos | Times               | Pts | J  | V  | E | D  | GP | GC  | SG  | GA   | Classificação                             |
| --- | ------------------- | --- | -- | -- | - | -- | -- | --- | --- | ---- | ----------------------------------------- |
| 1   | Copagril            | 60  | 24 | 19 | 3 | 2  | 99 | 43  | +56 | 2,30 | Zona de Classificação para a Segunda Fase |
| 2   | Pato Futsal         | 55  | 24 | 17 | 4 | 3  | 89 | 49  | +40 | 1,82 | Zona de Classificação para a Segunda Fase |
| 3   | Marreco             | 53  | 24 | 17 | 2 | 5  | 97 | 48  | +49 | 2,02 | Zona de Classificação para a Segunda Fase |
| 4   | Foz Cataratas       | 40  | 24 | 12 | 4 | 8  | 75 | 49  | +26 | 1,53 | Zona de Classificação para a Segunda Fase |
| 5   | Campo Mourão        | 40  | 24 | 12 | 4 | 8  | 70 | 47  | +23 | 1,49 | Zona de Classificação para a Segunda Fase |
| 6   | Cascavel            | 40  | 24 | 13 | 1 | 10 | 74 | 67  | +7  | 1,10 | Zona de Classificação para a Segunda Fase |
| 7   | Umuarama            | 38  | 24 | 11 | 5 | 8  | 54 | 53  | +1  | 1,02 | Zona de Classificação para a Segunda Fase |
| 8   | Aymoré Futsal       | 29  | 24 | 9  | 2 | 13 | 66 | 83  | -17 | 0,80 | Zona de Classificação para a Segunda Fase |
| 9   | Palmas              | 27  | 24 | 8  | 3 | 13 | 59 | 69  | -10 | 0,86 |                                           |
| 10  | São José dos Pinhas | 25  | 24 | 7  | 4 | 13 | 57 | 81  | -24 | 0,70 |                                           |
| 11  | Toledo              | 19  | 24 | 6  | 1 | 17 | 49 | 85  | -36 | 0,58 |                                           |
| 12  | São Lucas           | 17  | 24 | 5  | 2 | 17 | 60 | 102 | -42 | 0,59 |                                           |
| 13  | Guarapuava          | 7   | 24 | 2  | 1 | 21 | 32 | 105 | -73 | 0,30 | Rebaixado a Série Prata de 2019           |

### Confrontos
Para ler a tabela, a linha horizontal representa os jogos da equipe como mandante. A coluna vertical indica os jogos da equipe como visitante.
|                      | AYM | CAM | CAS | COP | FOZ | GUA  | MAR | PAL | PAT | SJP | SLU | TOL | UMU |
| -------------------- | --- | --- | --- | --- | --- | ---- | --- | --- | --- | --- | --- | --- | --- |
| Aymoré               | —   | 2-7 | 3-2 | 2-4 | 2-2 | 3-1  | 3-2 | 4-5 | 7-1 | 5-3 | 6-3 | 4-3 | 1-2 |
| Campo Mourão         | 4-0 | —   | 3-5 | 1-2 | 0-1 | 5-1  | 2-3 | 2-1 | 0-3 | 6-2 | 6-1 | 6-1 | 3-2 |
| Cascavel             | 3-3 | 4-2 | —   | 2-1 | 4-5 | 4-2  | 0-5 | 5-1 | 0-2 | 5-7 | 5-1 | 4-1 | 5-1 |
| Copagril             | 4-2 | 2-2 | 3-2 | —   | 4-2 | 11-1 | 3-2 | 5-1 | 3-1 | 3-2 | 9-3 | 7-3 | 5-0 |
| Foz Cataratas        | 8-0 | 1-2 | 0-2 | 2-2 | —   | 6-1  | 2-1 | 0-3 | 4-4 | 6-0 | 4-1 | 5-1 | 2-0 |
| Guarapuava           | 1-4 | 0-5 | 3-4 | 1-5 | 2-5 | —    | 0-6 | 6-1 | 1-6 | 0-4 | 1-2 | 4-2 | 1-4 |
| Marreco              | 3-1 | 2-2 | 6-3 | 3-5 | 4-3 | 4-0  | —   | 6-1 | 6-2 | 5-1 | 4-1 | 5-2 | 4-2 |
| Palmas               | 6-1 | 1-2 | 7-3 | 2-3 | 3-1 | 5-1  | 2-3 | —   | 2-4 | 2-2 | 6-3 | 3-1 | 2-2 |
| Pato Futsal          | 4-3 | 4-1 | 2-0 | 2-2 | 4-1 | 8-0  | 5-5 | 5-1 | —   | 6-1 | 4-3 | 3-1 | 3-1 |
| São José dos Pinhais | 7-2 | 1-2 | 2-3 | 0-3 | 2-2 | 3-2  | 3-6 | 1-1 | 1-5 | —   | 3-2 | 1-4 | 2-4 |
| São Lucas            | 2-4 | 2-2 | 5-4 | 5-4 | 3-7 | 2-2  | 1-5 | 4-0 | 3-6 | 2-3 | —   | 2-1 | 4-7 |
| Toledo               | 3-2 | 4-3 | 2-4 | 2-5 | 1-4 | 3-1  | 1-5 | 3-2 | 1-3 | 4-5 | 4-2 | —   | 1-1 |
| Umuarama             | 3-2 | 2-2 | 0-1 | 0-4 | 3-2 | 3-0  | 3-2 | 2-1 | 2-2 | 1-1 | 5-3 | 4-0 | —   |

| Vitória do mandante; Vitória do visitante; Empate. |

### Rodadas na liderança
Em negrito, os clubes que mais permaneceram na liderança.
| Rodadas | Rodadas | Rodadas | Rodadas | Rodadas | Rodadas | Rodadas | Rodadas | Rodadas | Rodadas | Rodadas | Rodadas | Rodadas | Rodadas | Rodadas | Rodadas | Rodadas | Rodadas | Rodadas | Rodadas | Rodadas | Rodadas | Rodadas | Rodadas | Rodadas | Rodadas |
| ------- | ------- | ------- | ------- | ------- | ------- | ------- | ------- | ------- | ------- | ------- | ------- | ------- | ------- | ------- | ------- | ------- | ------- | ------- | ------- | ------- | ------- | ------- | ------- | ------- | ------- |
| 1       | 2       | 3       | 4       | 5       | 6       | 7       | 8       | 9       | 10      | 11      | 12      | 13      | 14      | 15      | 16      | 17      | 18      | 19      | 20      | 21      | 22      | 23      | 24      | 25      | 26      |
| MOU     | PAT     | COP     | PAT     | PAT     | PAT     | PAT     | PAT     | PAT     | PAT     | COP     | COP     | PAT     | PAT     | PAT     | PAT     | PAT     | PAT     | COP     | COP     | COP     | COP     | COP     | COP     | COP     | COP     |

### Rodadas na lanterna
Em negrito, os clubes que mais permaneceram na lanterna.
| Rodadas | Rodadas | Rodadas | Rodadas | Rodadas | Rodadas | Rodadas | Rodadas | Rodadas | Rodadas | Rodadas | Rodadas | Rodadas | Rodadas | Rodadas | Rodadas | Rodadas | Rodadas | Rodadas | Rodadas | Rodadas | Rodadas | Rodadas | Rodadas | Rodadas | Rodadas |
| ------- | ------- | ------- | ------- | ------- | ------- | ------- | ------- | ------- | ------- | ------- | ------- | ------- | ------- | ------- | ------- | ------- | ------- | ------- | ------- | ------- | ------- | ------- | ------- | ------- | ------- |
| 1       | 2       | 3       | 4       | 5       | 6       | 7       | 8       | 9       | 10      | 11      | 12      | 13      | 14      | 15      | 16      | 17      | 18      | 19      | 20      | 21      | 22      | 23      | 24      | 25      | 26      |
| SLU     | TOL     | TOL     | TOL     | TOL     | TOL     | GUA     | GUA     | GUA     | GUA     | GUA     | GUA     | GUA     | GUA     | GUA     | GUA     | GUA     | GUA     | GUA     | GUA     | GUA     | GUA     | GUA     | GUA     | GUA     | GUA     |

## Play-Offs
Em itálico, os times que possuem o mando de campo no primeiro jogo do confronto e em negrito os times classificados.
|  | Quartas de final    | Quartas de final                | Quartas de final | Quartas de final    |                                |   | Semifinais | Semifinais | Semifinais | Semifinais |  |  | Final | Final | Final | Final |
|  |                     |                                 |                  |                     |                                |   |            |            |            |            |  |  |       |       |       |       |
|  | 7 e 14 de novembro  |                                 |                  |                     |                                |   |            |            |            |            |  |  |       |       |       |       |
|  |                     |                                 |                  |                     |                                |   |            |            |            |            |  |  |       |       |       |       |
|  | Copagril            | 5                               | 2                | (3)                 |                                |   |            |            |            |            |  |  |       |       |       |       |
|  | Copagril            | 5                               | 2                | (3)                 | 24 de novembro e 1 de dezembro |   |            |            |            |            |  |  |       |       |       |       |
|  | Aymoré Matelândia   | 3                               | 3                | (4)                 |                                |   |            |            |            |            |  |  |       |       |       |       |
|  | Aymoré Matelândia   | 3                               | 3                | (4)                 | Aymoré Matelândia              | 4 | 1          | (2)        |            |            |  |  |       |       |       |       |
|  | 13 e 17 de novembro |                                 |                  |                     | Aymoré Matelândia              | 4 | 1          | (2)        |            |            |  |  |       |       |       |       |
|  |                     | Foz Cataratas (pen)             | 3                | 3                   | (4)                            |   |            |            |            |            |  |  |       |       |       |       |
|  | Foz Cataratas       | Foz Cataratas (pen)             | 3                | 3                   | (4)                            | 5 | 2          |            |            |            |  |  |       |       |       |       |
|  | Foz Cataratas       |                                 |                  |                     | 15 e 19 de dezembro            | 5 | 2          |            |            |            |  |  |       |       |       |       |
|  | Campo Mourão        | 1                               | 2                |                     |                                |   |            |            |            |            |  |  |       |       |       |       |
|  | Campo Mourão        | 1                               | 2                | Foz Cataratas (pen) | 5                              | 2 | (4)        |            |            |            |  |  |       |       |       |       |
|  | 1 e 13 de novembro  |                                 |                  | Foz Cataratas (pen) | 5                              | 2 | (4)        |            |            |            |  |  |       |       |       |       |
|  |                     | Marreco                         | 4                | 4                   | (3)                            |   |            |            |            |            |  |  |       |       |       |       |
|  | Pato Futsal         | Marreco                         | 4                | 4                   | (3)                            | 1 | 2          |            |            |            |  |  |       |       |       |       |
|  | Pato Futsal         | 27 de novembro e 12 de dezembro |                  |                     |                                | 1 | 2          |            |            |            |  |  |       |       |       |       |
|  | Umuarama            | 0                               | 1                |                     |                                |   |            |            |            |            |  |  |       |       |       |       |
|  | Umuarama            | 0                               | 1                | Pato Futsal         | 1                              | 3 | (3)        |            |            |            |  |  |       |       |       |       |
|  | 5 e 10 de novembro  |                                 |                  | Pato Futsal         | 1                              | 3 | (3)        |            |            |            |  |  |       |       |       |       |
|  |                     | Marreco (pen)                   | 1                | 3                   | (5)                            |   |            |            |            |            |  |  |       |       |       |       |
|  | Marreco             | Marreco (pen)                   | 1                | 3                   | (5)                            | 5 | 2          |            |            |            |  |  |       |       |       |       |
|  | Marreco             |                                 |                  |                     |                                | 5 | 2          |            |            |            |  |  |       |       |       |       |
|  | Cascavel            | 3                               | 2                |                     |                                |   |            |            |            |            |  |  |       |       |       |       |
|  | Cascavel            | 3                               | 2                |                     |                                |   |            |            |            |            |  |  |       |       |       |       |

## Final

### Primeiro jogo
| Sábado, 15 de dezembro | Foz Cataratas                                                                    | 5 – 4     | Marreco                                       | Costa Cavalcanti, Foz do Iguaçu |
| 16:55                  | Vini 02:39', 14:38' · Canabarro 10:03' · Rodrigo Trentin 18:38' · Willian 26:17' | Relatório | 03:57', 22:45', 39:23' Dener · 16:27' Emerson |                                 |

### Segundo jogo
| Quarta-feira, 19 de dezembro | Marreco                                                | 4 – 2     | Foz Cataratas                       | Arrudão, Francisco Beltrão |
| 18:55                        | Dener 02:07' · Sinoê 08:34' · Pedro Rei 23:38', 24:39' | Relatório | 16:25' Pedro Rei · 33:16' Léo Costa |                            |

|                                         |       | Penalidades                                        |  |
| Sol Sales Dener Emerson Pedro Rei Sinoê | 3 – 4 | Vini Rodrigo Trentin Daniel Feitosa Venancio Jamur |  |

## Classificação Final
| Pos | Times                      | Pts | J  | V  | E | D  | GP  | GC  | SG  | GA   | Classificação                   |
| --- | -------------------------- | --- | -- | -- | - | -- | --- | --- | --- | ---- | ------------------------------- |
| 1   | Foz Cataratas              | 50  | 30 | 15 | 5 | 10 | 95  | 65  | +30 | 1,46 | Campeão                         |
| 2   | Marreco                    | 62  | 30 | 19 | 5 | 6  | 116 | 64  | +52 | 1,81 | Vice-campeão                    |
| 3   | Pato Futsal                | 63  | 28 | 19 | 6 | 3  | 96  | 54  | +42 | 1,78 | Eliminados nas semifinais       |
| 4   | Aymoré Matelândia          | 35  | 28 | 11 | 2 | 15 | 77  | 96  | -19 | 0,80 | Eliminados nas semifinais       |
| 5   | Copagril                   | 63  | 26 | 20 | 3 | 3  | 106 | 49  | +57 | 2,16 | Eliminados nas quartas de final |
| 6   | Campo Mourão               | 41  | 26 | 12 | 5 | 9  | 73  | 54  | +19 | 1,35 | Eliminados nas quartas de final |
| 7   | Cascavel                   | 41  | 26 | 13 | 2 | 11 | 79  | 74  | +5  | 1,07 | Eliminados nas quartas de final |
| 8   | Umuarama                   | 38  | 26 | 11 | 5 | 10 | 55  | 56  | -1  | 0,98 | Eliminados nas quartas de final |
| 9   | Palmas                     | 27  | 24 | 8  | 3 | 13 | 59  | 69  | -10 | 0,86 | Eliminados na primeira fase     |
| 10  | São José dos Pinhas Futsal | 25  | 24 | 7  | 4 | 13 | 57  | 81  | -24 | 0,70 | Eliminados na primeira fase     |
| 11  | Toledo                     | 19  | 24 | 6  | 1 | 17 | 49  | 85  | -36 | 0,58 | Eliminados na primeira fase     |
| 12  | São Lucas                  | 17  | 24 | 5  | 2 | 17 | 60  | 102 | -42 | 0,59 | Eliminados na primeira fase     |
| 13  | Guarapuava                 | 7   | 24 | 2  | 1 | 21 | 32  | 105 | -73 | 0,30 | Rebaixado a Série Prata de 2019 |

## Premiação
| Chave Ouro 2018                   |
| Paraná                            |
| --------------------------------- |
| Foz Cataratas Campeão (1º título) |